# Starfly
 (octobre 2024).
 (novembre 2012).
Si vous disposez d'ouvrages ou d'articles de référence ou si vous connaissez des sites web de qualité traitant du thème abordé ici, merci de compléter l'article en donnant les références utiles à sa vérifiabilité et en les liant à la section « Notes et références ».
Pour plus de détails, voir Fiche technique et Distribution.
Starfly est un court métrage luxembourgeois réalisé par Beryl Koltz et sorti en 2005.
Il est produit par Samsa Film avec l’Aide du Fonds national de Soutien à la Production audiovisuelle de Luxembourg.
Le film est projeté au Museum of Modern Art de New York en juin 2006, nommé pour le Lutin du Meilleur Court-Métrage Européen aux Lutins du court métrage 2006 et sélectionné dans une cinquantaine de festivals internationaux.

## Fiche technique
Sauf indication contraire, les informations mentionnées dans cette section peuvent être confirmées par la base de données cinématographiques IMDb,  présente dans la section « Liens externes ».
- Titre original : Starfly
- Réalisation : Beryl Koltz
- Scénario : Beryl Koltz
- Photographie : Jako Raybaut
- Costumes : Ulli Kremer
- Musique : André Dziezuk, Marc Mergen
- Montage : Amine Jaber
- Production : Anne Schröder
- Société de production : Samsa Film
- Pays d'origine :  Luxembourg
- Distribution : Samsa Film
- Genre : comédie
- Durée : 19 minutes

## Récompenses
- Mélies d’Or du Meilleur Court Métrage Fantastique Européen 2006 [2]
- Meilleur Court Métrage au Prix du Film Luxembourgeois 2005 [3]
- Grand Prix au Festival International du court-métrage de Rio de Janeiro 2006
- Grand Prix et Prix de la Créativité au Festival Européen du court-métrage de Bordeaux 2006
- Prix Canal+ et Prix de la Meilleure Création Sonore au Festival International de Clermont-Ferrand 2006 [4]
- Prix TPS Star et Prix de la Réalisation au Festival du Film court de Lille 2006